# Дехцут
Дехцут (арм. Դեղձուտ) — село в Араратской области Армении. 

## География
Село расположено в западной части марза, на левом берегу реки Азат, на расстоянии 10 километров к северу от города Арташат, административного центра области. Абсолютная высота — 895 метров над уровнем моря.
Климат
Климат характеризуется как семиаридный (BSk в классификации климатов Кёппена). Среднегодовая температура воздуха составляет 12,3 °C. Средняя температура самого холодного месяца (января) составляет −2,8 °С, самого жаркого месяца (июля) — 25,8 °С. Расчётная многолетняя норма атмосферных осадков — 285 мм. Наибольшее количество осадков выпадает в мае (49 мм).

## Население
Иван Шопен отмечал, что согласно сведениям из "Камерального описания", составленного в 1829-1831 годах, в селе Яманджали Гарнибасарского магала Эриванской провинции проживало 137 человек, из которых 44 - мусульмане ("мюгаммедане"), и 93 - армяне, переселившиеся из Персии после заключения Туркманчайского договора (1828) сторонами Русско-персидской войны (1826—1828).
По данным «Сборника сведений о Кавказе» за 1880 год в селе Яманджалу Эриванского уезда по сведениям 1873 года было 36 дворов и проживало 214 человек, в основном азербайджанцев (указаны как «татары»), которые были шиитами.
По данным Кавказского календаря на 1912 год, в селе Яманджали Эриванского уезда проживало 241 человек, в основном азербайджанцев, указанных как «татары».
| Год переписи | Население          | Население          | Население          | Население            | Население            | Население            |
| Год переписи | Наличное население | Наличное население | Наличное население | Постоянное население | Постоянное население | Постоянное население |
| Год переписи | Всего              | Мужчины            | Женщины            | Всего                | Мужчины              | Женщины              |
| ------------ | ------------------ | ------------------ | ------------------ | -------------------- | -------------------- | -------------------- |
| 2001         | 919                | 444                | 475                | 989                  | 487                  | 502                  |
| 2011         | 957                | 469                | 488                | 1027                 | 504                  | 523                  |